# Pangrapta shivula
Pangrapta shivula là một loài bướm đêm trong họ Erebidae.